# Chrysopa pusilla
Chrysopa pusilla is een insect uit de familie van de gaasvliegen (Chrysopidae), die tot de orde netvleugeligen (Neuroptera) behoort. 
Chrysopa pusilla is voor het eerst wetenschappelijk beschreven door Schneider in 1851.